# Ulsanbrug
De Ulsanbrug (Koreaans: 울산대교) of Ulsan Havenbrug is een hangbrug in de haven van Ulsan in het zuidoosten van Zuid-Korea. De hangbrug werd op 1 juni 2015 voor het verkeer opengesteld. De hangbrug heeft een van de langere overspanningen van dit soort type bruggen ter wereld. De overspanning tussen de twee 203 m hoge pylonen bedraagt 1.150 meter.
De brug overspant de Tae-Hwarivier en de hier aangelogde dokken vlak bij de monding in de Japanse Zee. De brug draagt de verbindingsweg tussen het stadscentrum en de site van Hyundai Heavy Industries.